# Харчев, Анатолий Георгиевич
Анато́лий Гео́ргиевич Ха́рчев (2 мая 1921, деревня Пысково Калязинского уезда Тверской губернии, РСФСР — 5 июня 1987, Москва, СССР) — советский социолог, главный редактор журнала «Социологические исследования» с момента его основания в 1975 году.

## Биография
Анатолий Харчев родился в деревне Пысково Калязинского уезда Тверской губернии, в крестьянской семье. Был участником Великой Отечественной войны.
В 1949 году окончил исторический факультет МГУ, а в 1952 году — аспирантуру Института философии АН СССР. Защитил кандидатскую диссертацию «Брак и семья в социалистическом обществе» (1952) и докторскую диссертацию «Брак и семья в СССР: опыт социологического исследования» (1963).
В течение многих лет был председателем секции «Социология семьи» и вице-президентом Советской социологической ассоциации, членом Международной комиссии по исследованию семьи.
Главный редактор журнала «Социологические исследования» с момента его основания в 1975 г.
В 1975—1987 гг. заведовал отделом социальных проблем семьи в Институте социологических исследований АН СССР.
Основной вклад Анатолия Харчева в советскую социологию прежде всего связан с теоретическими разработками социологии семьи. Ф. Э. Шереги вспоминал, что Харчев «Уже в начале 1980-х годов… отзывался о перспективах СССР очень пессимистично и считал эту страну отсталой феодальной империей».
Журнал «Социологические исследования» ежегодно проводит научную конференцию Харчевские чтения.
Похоронен на Митинском кладбище.

## Научные труды
В соавторстве с Ю. В. Согомоновым и А. И. Титаренко написал главу IX («Нравственное воспитание. Особые сферы моральной регуляции») для учебника марксистской этики под редакцией проф. Титаренко.
- «Брак и семья в СССР. Опыт социологического исследования». (1-е изд.: М., 1964; 2-е изд.: М., 1979;
- «Производственная работа женщин и семья». М., 1971 (соавт. с С. И. Голодом);
- «Очерки истории марксистско-ленинской этики в СССР». М., 1972 (соавт.);
- «Образ жизни, мораль, воспитание». М., 1977 (соавт.);
- «Научно-техническая революция и семья» // «Социология и проблемы социального развития». М., 1978;
- «Современная семья и её проблемы. Социально-демографическое исследование». М., 1978 (соавт. с М. С. Мацковским);
- «Семья как объект философского и социологического исследования». Л., 1974 (отв. ред.).
- «Мораль развитого социализма. Актуальные проблемы теории.» М., 1976;
- «Изменение положения женщины и семьи». М., 1977 (отв. ред.);
- «Структура морали и личность». М., 1977;
- «Семья и общество». М., 1982 (отв. ред.)
- «Социология воспитания». М.: Политиздат, 1990.

Статьи
- Глава XIX. Ленинизм и актуальные проблемы морали // Ленинизм и философские проблемы современности / Под общ. ред. М. Т. Иовчука (руководитель автор. коллектива) и В. В. Мшвениерадзе ; АН СССР. Ин-т философии. — М. : Мысль, 1970. — С. 527—545. — 652 с. — 20 000 экз.
- «Воспитание и жизнедеятельность личности» // Вопросы философии. 1975. № 12;
- «Предмет и структура социологической науки» // Социологические исследования. 1981. № 2;
- «Общественный идеал и индивидуальное поведение» // Социологические исследования. 1985. № 2;
- «Исследования семьи: на пороге нового этапа» // Социологические исследования. 1986. № 3 (отв. ред.);